# Biserica „Sfântul Dumitru” din Florițoaia Veche
Biserica „Sf. Dumitru” este o biserică amplasată în Florițoaia Veche, raionul Ungheni, Republica Moldova. Este un monument arhitectural de importanță națională inclus în Registrul monumentelor Republicii Moldova ocrotite de stat cu nr. 1629 (raionul Ungheni). Datează din 1890.